# George Carroll
Pour les articles homonymes, voir Carroll.
George Edward Carroll (né le 3 juin 1897 à Moncton, dans la province du Nouveau-Brunswick au Canada — mort le 1er août 1939) est un joueur professionnel canadien de hockey sur glace qui évoluait au poste de défenseur.

## Biographie
Né à Moncton le 3 juin 1897, Carroll joue dans les différentes équipes locales se distingue dans le hockey amateur en étant sélectionné dans la première équipe des étoiles de la MIAHL en 1921,1922 et 1924 ainsi que dans la deuxième en 1923. Il joue ensuite sa seule saison professionnelle avec les Maroons de Montréal puis les Bruins de Boston avant de rejoindre à nouveau les rangs amateurs et de prendre sa retraite de joueur en 1935.
Il meurt le 1er août 1939 à l'âge de 42 ans.

## Statistiques
| Saison     | Équipe                    | Ligue      |    | Saison régulière | Saison régulière | Saison régulière | Saison régulière | Saison régulière |    | Séries éliminatoires | Séries éliminatoires | Séries éliminatoires | Séries éliminatoires | Séries éliminatoires |
| Saison     | Équipe                    | Ligue      | PJ | B                | A                | Pts              | Pun              | PJ               | B  | A                    | Pts                  | Pun                  |                      |                      |
| 1912-1913  | CNR Machinists de Moncton | MCSHL      |    |                  |                  |                  |                  |                  |    |                      |                      |                      |                      |                      |
| 1913-1914  | CNR Machinists de Moncton | MCSHL      | 7  | 6                | 0                | 6                |                  | 1                | 1  | 0                    | 1                    | 0                    |                      |                      |
| 1914-1915  | St. Bernard's de Moncton  | MISSL      | 2  | 0                | 0                | 0                |                  |                  |    |                      |                      |                      |                      |                      |
| 1915-1916  | St. Bernard's de Moncton  | Exhib.     | 2  | 1                | 0                | 1                |                  |                  |    |                      |                      |                      |                      |                      |
| 1916-1917  | St. Bernard's de Moncton  | Exhib.     | 2  | 5                | 0                | 5                |                  |                  |    |                      |                      |                      |                      |                      |
| 1918-1919  | Victorias de Moncton      | Exhib.     | 2  | 1                | 0                | 1                |                  |                  |    |                      |                      |                      |                      |                      |
| 1919-1920  | Victorias de Moncton      | IAHL       | 6  | 3                | 4                | 7                | 27               | 11               | 16 | 6                    | 22                   | 25                   |                      |                      |
| 1920-1921  | Victorias de Moncton      | MIAHL      | 9  | 5                | 0                | 5                | 31               | 2                | 0  | 0                    | 0                    | 0                    |                      |                      |
| 1921-1922  | Victorias de Moncton      | MIAHL      | 13 | 12               | 0                | 12               | 64               |                  |    |                      |                      |                      |                      |                      |
| 1922-1923  | Victorias de Moncton      | MIAHL      | 9  | 1                | 0                | 1                | 35               | 2                | 1  | 0                    | 1                    | 4                    |                      |                      |
| 1923-1924  | Victorias de Moncton      | MIAHL      | 16 | 10               | 0                | 10               | 63               |                  |    |                      |                      |                      |                      |                      |
| 1924-1925  | Maroons de Montréal       | LNH        | 5  | 0                | 0                | 0                | 2                |                  |    |                      |                      |                      |                      |                      |
| 1924-1925  | Bruins de Boston          | LNH        | 11 | 0                | 0                | 0                | 9                |                  |    |                      |                      |                      |                      |                      |
| 1924-1925  | Victorias de Moncton      | MIAHL      | 3  | 1                | 1                | 2                | 2                |                  |    |                      |                      |                      |                      |                      |
| 1925-1926  | Sunny Brae Rovers         | NBCSL      |    |                  |                  |                  |                  |                  |    |                      |                      |                      |                      |                      |
| Totaux LNH | Totaux LNH                | Totaux LNH | 16 | 0                | 0                | 0                | 11               |                  |    |                      |                      |                      |                      |                      |